# Yves Lambrecht
Yves Lambrecht est un acteur français né le 16 janvier 1961.

## Biographie
Diplômé du Conservatoire national supérieur d'art dramatique. En tant qu'acteur, il a travaillé pour le cinéma (pour les réalisateurs Claude Chabrol, Alain Corneau, Pat O'Connor, Andrei Prachenko (uk), entre autres), à la télévision (pour Régis Wargnier, Claude Santelli, Jacques Deray, Philippe Bérenger...), et au théâtre (interprétant les œuvres de Racine, Harold Pinter, Frank McGuinness (en), Reginald Rose, Tony Kushner et plus), aux côtés de Marie Trintignant, Natasha Richardson, Marthe Keller, Jacqueline Bisset et Anne Brochet, entre autres. Il a co-écrit plusieurs scénarios avec la réalisatrice Maya Simon et a co-traduit les œuvres de Walt Whitman avec Hélène Cardona.

## Filmographie

### Cinéma
- 1986 : Les Exploits d'un jeune Don Juan de Gianfranco Mingozzi : Roland
- 1988 : L'Enfance de l'art de Francis Girod : Jean-Paul
- 1988 : La Maison de jade de Nadine Trintignant : Ignace
- 1991 : Tous les matins du monde d'Alain Corneau : Charbonnières
- 1991 : L'Odyssée du capitaine Blood (ru) d'Andrei Prachenko (uk) : Peter Blood (ru)
- 1992 : Betty de Claude Chabrol : Guy Etamble
- 2005 : Je ne suis pas là pour être aimé de Stéphane Brizé : le mari de la sœur de Françoise
- 2007 : Le Deuxième Souffle d'Alain Corneau : Fernand
- 2007 : Si c'était lui... d'Anne-Marie Étienne : l'éditeur
- 2013 : Sous le figuier d'Anne-Marie Étienne : le directeur « Entre Temps »
- 2016 : À tous les vents du ciel de Christophe Lioud : Michel, le père de Mia

### Télévision
- 1988 : Le Bal d'Irène de Jean-Louis Comolli (dans la série Cinéma 16) : Antoine Sellier
- 1988 : Louis-Charles, mon amour de Régis Wargnier (épisode 17 de la série Sueurs froides) : Oscar
- 1992 : Mademoiselle Fifi ou Histoire de rire de Claude Santelli : le marquis Von Eyrik, surnommé Mlle Fifi
- 1993 : Zelda (en) de Pat O'Connor : Jozan
- 1993 : L'Interdiction de Jean-Daniel Verhaeghe : Eugène de Rastignac
- 1998 : Avocats et Associés de Philippe Triboit : Christophe Duval
- 1998 : Brûlé vif de Bernard Uzan (épisode 17 saison 2 de la série Une femme d'honneur) : François Clamier
- 1998 : Les Enfants de Scarlett de Jean Sagols (épisode 5 de la série Madame le Consul) : Christian Léaud
- 1999 : Vers Tombouctou : L'Afrique des explorateurs de Jean-Claude Lubtchansky (documentaire) : voix off
- 2000 : Victoire ou la Douleur des femmes de Nadine Trintignant : Arnaud
- 2000 : Sauvetage (2 épisodes d'Igaal Niddam) : Vincent
- 2000 : On n'a qu'une vie de Jacques Deray : Jacques
- 2002 : Mignonne, allons voir si la chose… de Laurent Carcélès (épisode 2 saison 7 de la série Nestor Burma) : Gilles d'Orfeuil
- 2002 : Otages de Gilles Béhat (épisode 2 saison 9 de la série Les Cordier, juge et flic) : Vincent
- 2002 : Un beau salaud de Denis Amar (épisode 1 saison 3 de la série Marc Eliot) : Dominique
- 2002 : Nadia de Laurent Dussaux (épisode 4 saison 6 de la série Joséphine, ange gardien) : Alain Leroy
- 2004 : Colette, une femme libre de Nadine Trintignant : Achille
- 2011 : Boule de suif de Philippe Bérenger (épisode 1 saison 3 de la série Chez Maupassant) : Le comte de Bréville
- 2013 : Le Crime de l'hôtel Saint-Florentin de Philippe Bérenger (épisode 9 de la série Nicolas Le Floch) : Comte d'Arranet